# Шименава
Шименава (標縄・注連縄・七五三縄, „ограђујуће уже“) су дугачки канапи положеног пиринча од сламе или конопља који се користе за ритуално прочишћавање у шинтоизму. У пречнику могу да варирају од неколико центиметара до неколико метара, а често су украшени штитом. Простор омеђен шименавом често означава свети или чисти простор, какав је шинтоистички храм. 
Сматра се да шименава делује као заштитник против злих духова и често се поставља на иновативним церемонијама пре него што започне градња нове зграде. Често их налазимо у шинтоистичким храмовима, тори капијама и светим знаменитостима.
Користе се и око јоришироа (предмета способних да привуку духове, одатле су насељени духовима). Они нарочито укључују одређена стабла, у којем се случају духови који се настањују називају кодама, а сматра се да резање ових стабала доноси несрећу. У случајевима камења, камење је познато као ивакура (磐座 、岩座). 
Варијација шименава се користе јокозуна (велики шампиони) у сумо рвању током својих улазних церемонија за означавање свог ранга. То је зато што се јокозуна доживљава као живи јориширо (формално шинтаи), и као такав је настањен духом.

## Галерија слика
- Изумо Таиша
- Шименава у Изумо Таишу
- Тори, Фуба Хачимангу
- Поглед на Аои Асо Џинђа кроз капију
- "Шименава" око "ивакуре" (свети камен) код Меигецуина, будистички храм у Камакури, Јапан
- Шименава око великог Сугиа у храму Јуки
- 正法寺 (大津市)
- Меотоива
- 注連縄
- Свети канап за Нову годину